# Ethiopië op de Olympische Zomerspelen 2004
Ethiopië nam deel aan de Olympische Zomerspelen 2004 in Athene, Griekenland. Er deden 60 sporters mee waarvan 58 er op de atletiek uitkwamen. De andere twee waren boksers.

## Medailleoverzicht
| Sport    | Olympiër         | Discipline | Medaille |
| -------- | ---------------- | ---------- | -------- |
| Atletiek | Kenenisa Bekele  | 10000m (m) | Goud     |
| Atletiek | Meseret Defar    | 5000m (v)  | Goud     |
| Atletiek | Kenenisa Bekele  | 5000m (m)  | Zilver   |
| Atletiek | Sileshi Sihine   | 10000m (m) | Zilver   |
| Atletiek | Ejegayehu Dibaba | 10000m (v) | Zilver   |
| Atletiek | Tirunesh Dibaba  | 5000m (v)  | Brons    |
| Atletiek | Derartu Tulu     | 10000m (v) | Brons    |

## Deelnemers en resultaten per onderdeel

### Atletiek
| Olympiër                    | Discipline             | Resultaat | Prestatie                                                                      |
| --------------------------- | ---------------------- | --------- | ------------------------------------------------------------------------------ |
| Berhanu Alemu               | 800m (m)               | 19e       | serie 5: 2de in 1.46,26 halve finale 1: 6de in 1.47,40                         |
| Mulugeta Wendimu            | 1500m (m)              | 10e       | serie 2: 5de in 3.39,96 halve finale 2: 4de in 3.41,14 finale: 10de in 3.38,33 |
| Kenenisa Bekele             | 5000m (m)              | Zilver    | serie 1: 1ste in 13.21,16 finale: 2de in 13.14,59                              |
| Dejene Berhanu              | 5000m (m)              | 5e        | serie 2: 3de in 13.19,42 finale: 5de in 13.16,92                               |
| Gebre-egziabher Gebremariam | 5000m (m)              | 4e        | serie 1: 2de in 13.21,20 finale: 4de in 13.15,35                               |
| Kenenisa Bekele             | 10000m (m)             | Goud      | 27.05,10 (OR)                                                                  |
| Haile Gebrselassie          | 10000m (m)             | 5e        | 27.27,70                                                                       |
| Sileshi Sihine              | 10000m (m)             | Zilver    | 27.09,39                                                                       |
| Tewodros Shiferaw           | 3000m steeplechase (m) | 27e       | serie 2: 10de in 8.33,15                                                       |
| Luleseged Wale              | 3000m steeplechase (m) | 36e       | serie 3: 12de in 8.50,73                                                       |
| Hailu Negussie              | marathon (m)           | DNF       | niet gefinisht                                                                 |
| Ambesse Tolosa              | marathon (m)           | 15e       | 2:15.39                                                                        |
| Tereje Wodajo               | marathon (m)           | 46e       | 2:21.53                                                                        |
|                             |                        |           |                                                                                |
| Kutre Dulecha               | 1500m (v)              | 16e       | serie 3: 5de in 4.06,95 halve finale 1: 8ste in 4.07,63                        |
| Meskerem Legesse            | 1500m (v)              | 37e       | serie 2: 12de in 4.18,03                                                       |
| Mestawat Tadesse            | 1500m (v)              | 33e       | serie 1: 11de in 4.11,78                                                       |
| Meseret Defar               | 5000m (v)              | Goud      | serie 2: 1ste in 14.52,39 finale: 1ste in 14.45,65                             |
| Tirunesh Dibaba             | 5000m (v)              | Brons     | serie 1: 1ste in 15.00,66 finale: 3de in 14.51,83                              |
| Sentayehu Ejigu             | 5000m (v)              | 10e       | serie 1: 2de in 15.01,31 finale: 10de in 15.09,55                              |
| Ejegayehu Dibaba            | 10000m (v)             | Zilver    | 30.24,98                                                                       |
| Werknesh Kidane             | 10000m (v)             | 4e        | 30.28,30                                                                       |
| Derartu Tulu                | 10000m (v)             | Brons     | 30.26,42                                                                       |
| Elfenesh Alemu              | marathon (v)           | 4e        | 2:28.15                                                                        |
| Asha Gigi                   | marathon (v)           | DNF       | niet gefinisht                                                                 |
| Workenesh Tola              | marathon (v)           | DNF       | niet gefinisht                                                                 |

### Boksen
| Olympiër           | Discipline | Resultaat | Prestatie                                                            |
| ------------------ | ---------- | --------- | -------------------------------------------------------------------- |
| Endalkachew Kebede | -48kg (m)  | 9e        | 1ste ronde: W van JPN Igarashi: 26-21 2de ronde: V van CHN Zou: 8-31 |
| Abel Aferalign     | -54kg (m)  | 17e       | 1ste ronde: V van BUL Dalakliev: scheidsrechterlijke beslissing      |

Afghanistan · Albanië · Algerije · Amerikaanse Maagdeneilanden · Amerikaans-Samoa · Andorra · Angola · Antigua en Barbuda · Argentinië · Armenië · Aruba · Australië · Azerbeidzjan · Bahama's · Bahrein · Bangladesh · Barbados · België · Belize · Benin · Bermuda · Bhutan · Bolivia · Bosnië en Herzegovina · Botswana · Brazilië · Britse Maagdeneilanden · Brunei · Bulgarije · Burkina Faso · Burundi · Cambodja · Canada · Centraal-Afrikaanse Republiek · Chili · China · Chinees Taipei · Colombia · Comoren · Congo-Brazzaville · Congo-Kinshasa · Cookeilanden · Costa Rica · Cuba · Cyprus · Denemarken · Djibouti · Dominica · Dominicaanse Republiek · Duitsland · Ecuador · Egypte · El Salvador · Equatoriaal-Guinea · Eritrea · Estland · Ethiopië · Fiji · Filipijnen · Finland · Frankrijk · Gabon · Gambia · Georgië · Ghana · Grenada · Griekenland · Groot-Brittannië · Guam · Guatemala · Guinee · Guinee‑Bissau · Guyana · Haïti · Honduras · Hongarije · Hongkong · Ierland · IJsland · India · Indonesië · Irak · Iran · Israël · Italië · Ivoorkust · Jamaica · Japan · Jemen · Jordanië · Kaaimaneilanden · Kaapverdië · Kameroen · Kazachstan · Kenia · Kirgizië · Kiribati · Koeweit · Kroatië · Laos · Lesotho · Letland · Libanon · Liberia · Libië · Liechtenstein · Litouwen · Luxemburg · Macedonië · Madagaskar · Malawi · Malediven · Maleisië · Mali · Malta · Marokko · Mauritanië · Mauritius · Mexico · Micronesië · Moldavië · Monaco · Mongolië · Mozambique · Myanmar · Namibië · Nauru · Nederland · Nederlandse Antillen · Nepal · Nicaragua · Nieuw-Zeeland · Niger · Nigeria · Noord-Korea · Noorwegen · Oeganda · Oekraïne · Oezbekistan · Oman · Oostenrijk · Oost‑Timor · Pakistan · Palau · Palestina · Panama · Papoea-Nieuw-Guinea · Paraguay · Peru · Polen · Portugal · Puerto Rico · Qatar · Roemenië · Rusland · Rwanda · Saint Kitts en Nevis · Saint Lucia · Saint Vincent en Grenadines · Salomonseilanden · Samoa · San Marino · Sao Tomé en Principe · Saoedi-Arabië · Senegal · Servië en Montenegro · Seychellen · Sierra Leone · Singapore · Slovenië · Slowakije · Soedan · Somalië · Spanje · Sri Lanka · Suriname · Swaziland · Syrië · Tadzjikistan · Tanzania · Thailand · Togo · Tonga · Trinidad en Tobago · Tsjaad · Tsjechië · Tunesië · Turkije · Turkmenistan · Uruguay · Vanuatu · Venezuela · Verenigde Arabische Emiraten · Verenigde Staten · Vietnam · Wit-Rusland · Zambia · Zimbabwe · Zuid-Afrika · Zuid-Korea · Zweden · Zwitserland